# 江藤新平
江藤 新平（えとう しんぺい、天保5年2月9日（1834年3月18日） - 明治7年（1874年）4月13日）は、江戸時代後期の武士（佐賀藩士・権大参事）、明治時代の政治家、官吏、教育者。幼名は恒太郎、又蔵。諱は胤雄、胤風とも、号は南白または白南。朝臣としての正式な名のりは平胤雄（たいら の たねお）。位階は贈正四位。
東征大総督府軍監、徴士、制度取調専務、左院副議長（初代）、文部大輔（初代）、司法卿（初代）、参議を歴任したが、明治六年政変で下野。佐賀の乱の首謀者として処刑された。
立法・行政・司法がそれぞれ独立する「三権分立」を推進し、日本近代司法体制の生みの親として「近代日本司法制度の父」と称される。また、司法制度・学制・警察制度の推進と共に「四民平等」を説き浸透させた。

## 概要
天保5年（1834年）、佐賀藩士・江藤家の第21代として生まれ、嘉永2年（1849年）藩校・弘道館に入学。文久2年（1862年）に脱藩上京して尊攘勢力に接近するも失望し帰藩、永蟄居となる。慶応3年（1867年）幕末の激変で許され出京して、明治元年（1868年）に新政府より東征大総督府軍監・徴士に任命され、江戸鎮台判事、鎮将府判事、会計官判事として江戸の民政行政に携わり、江戸奠都論（東京奠都）を建議する。
明治2年（1869年）に帰藩し佐賀藩・権大参事として藩政改革を指導したのち、太政官中弁として政府に復帰した。翌年、制度取調専務となり新政府の官制改革案の策定に指導的役割を果たし、民法会議を主宰して民法典編纂事業を行い、最初の民法草案官僚として卓越した見識を持つ。明治4年（1871年）の廃藩置県後、文部大輔、左院一等議員、左院副議長を経て、初代・司法卿に就任し、司法権統一、司法と行政の分離、裁判所の設置、検事・弁護士制度の導入など、司法改革に力を注ぎ、日本近代の司法制度の基礎を築いた。
明治6年（1873年）に参議に転出し太政官・正院の権限強化を図った。同年、征韓論争に敗れて辞職。翌年に民撰議院設立建白書に署名する。帰郷後は佐賀の乱の指導者に推され、征韓党を率いて政府軍と戦うが敗れる。高知県東部の甲浦で逮捕され、佐賀城内の臨時裁判所で死刑に処された。その功績から、「維新の十傑」、「佐賀の七賢人」に列せられる。

## 生涯

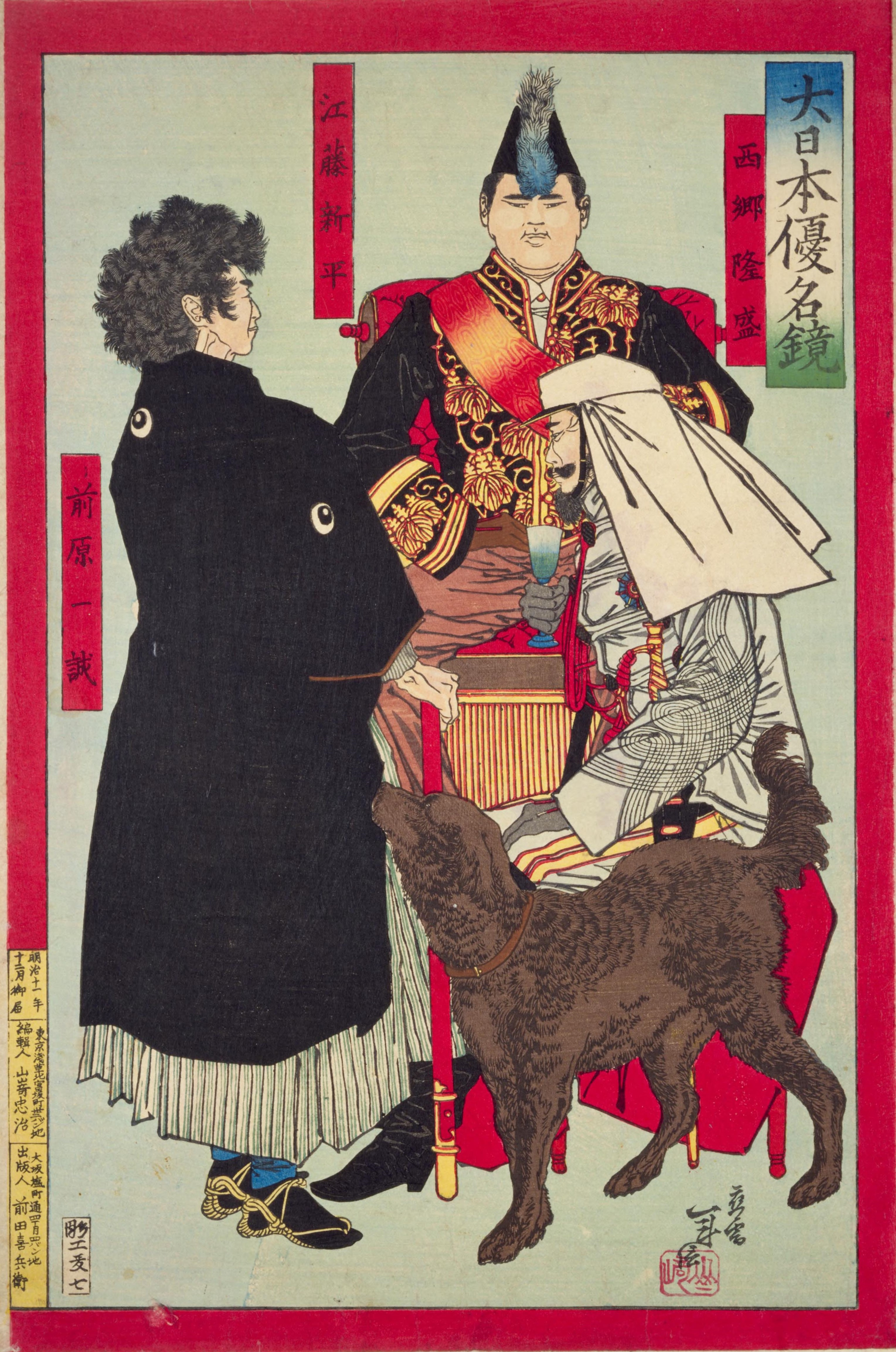
江藤新平と西郷隆盛、前原一誠

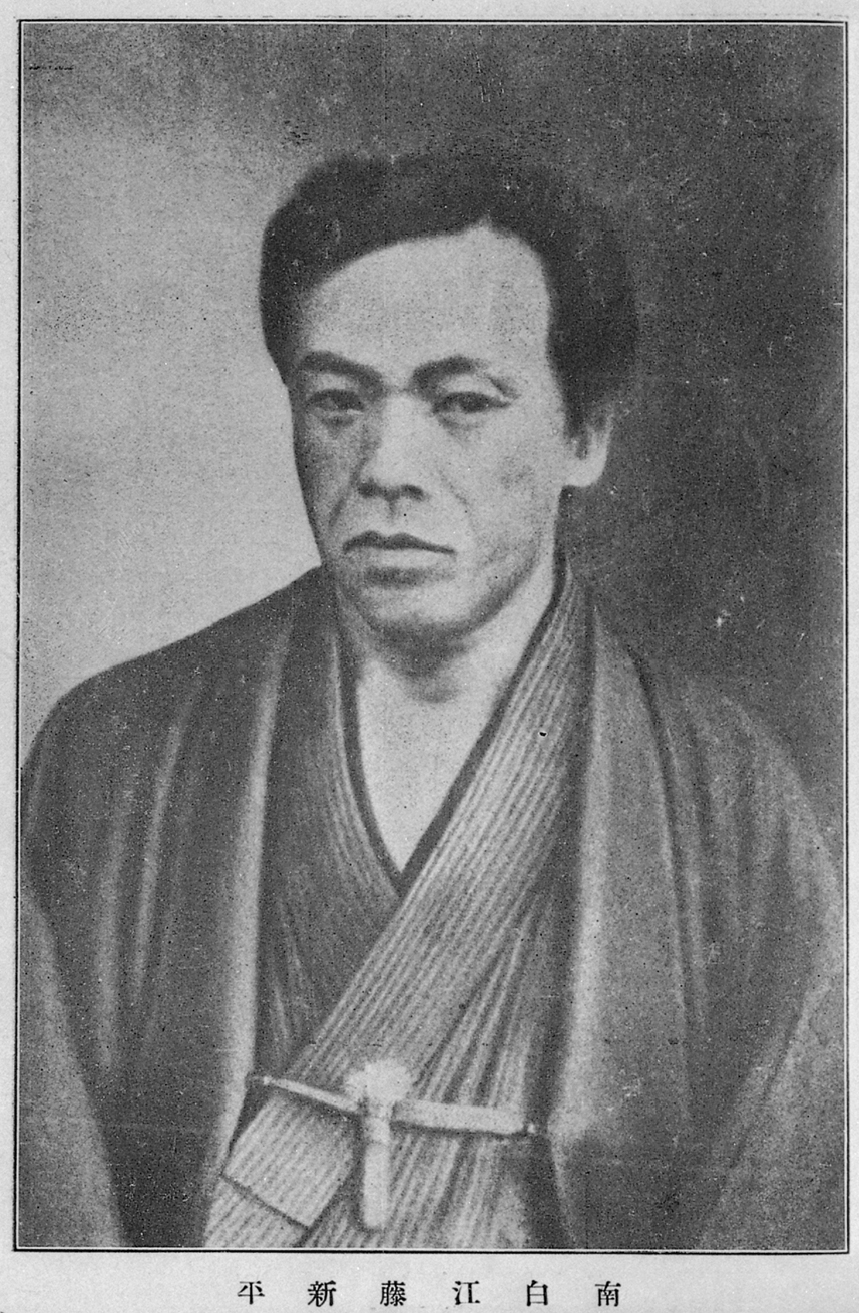
江藤新平肖像

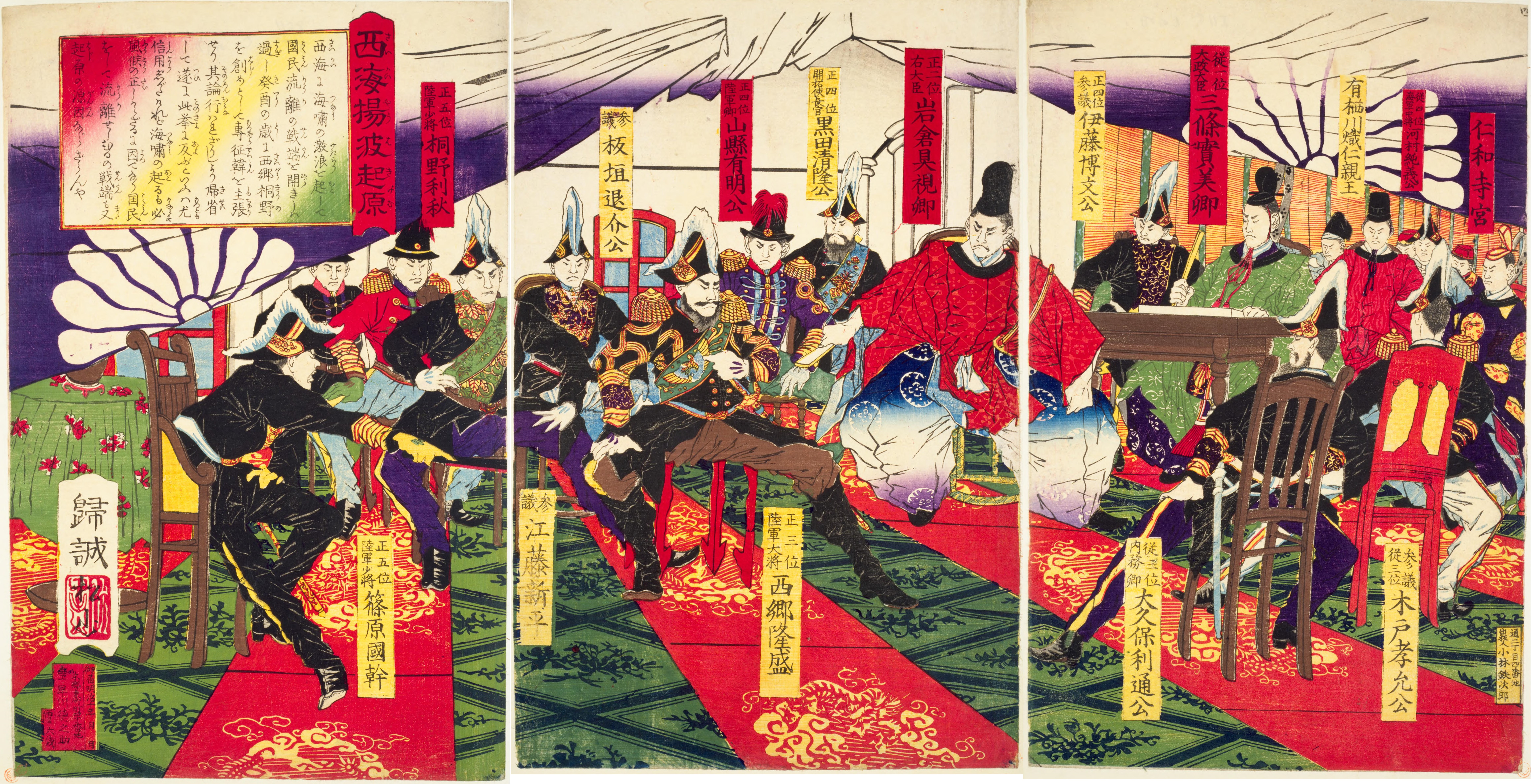
征韓論争の図

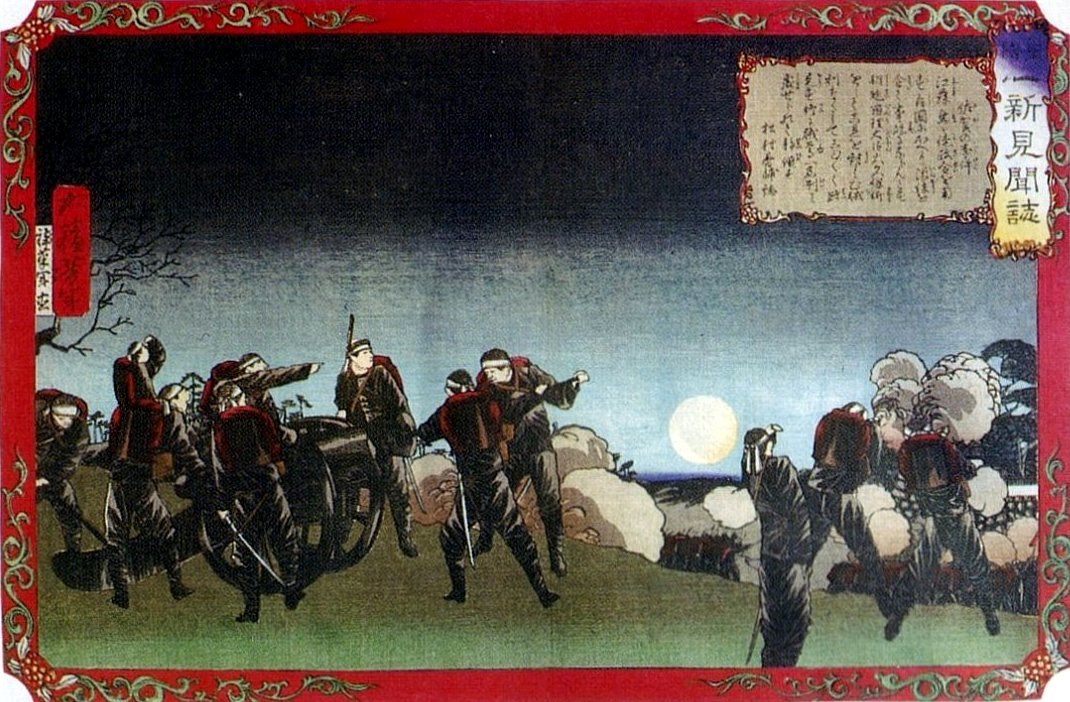
佐賀の乱

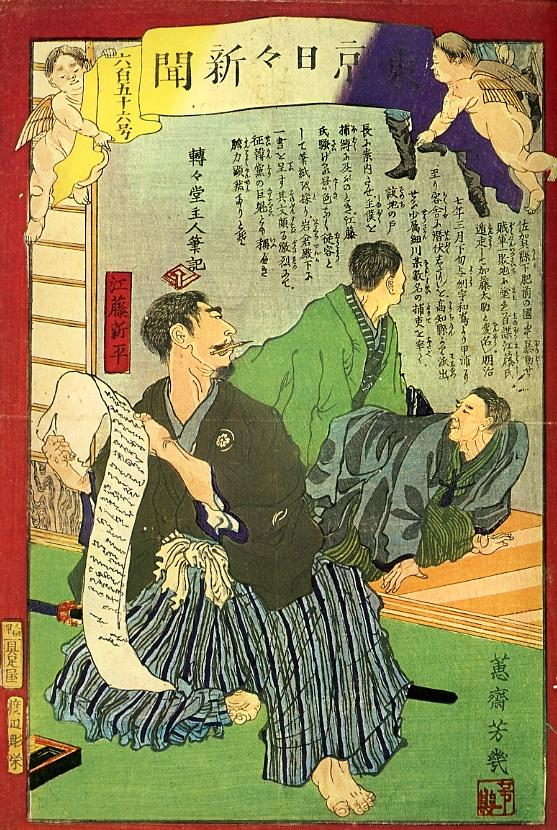
高知で捕えられる江藤新平

### 出生
天保5年（1834年）2月9日、肥前国佐賀郡八戸村（現在の佐賀県佐賀市八戸）で、佐賀藩士・手明鑓で郡目付役を務める江藤胤光と妻・浅子の間に長男として生まれる。江藤氏は肥前小城郡晴気保の地頭で九州千葉氏の遠祖である千葉常胤の末裔を称した。父は手明鑓という下士出身であるが、第九代藩主・鍋島斉直、第十代藩主・鍋島直正（閑叟）の下、筑前福岡藩と共に長崎御番を命ぜられていた肥前佐賀藩において郡目付に抜擢されるなど頭角を現していた。千葉氏は平氏の出で、桓武天皇の第五皇子・葛原親王の皇子・高見王の孫・平良文の子孫である。明治以後の江藤の署名には常に「平胤雄」とある。
嘉永元年（1848年）に、15歳で元服して胤雄（たねお）と名乗り、翌2年に藩校・弘道館へ入学。教授の枝吉南濠の長男で史学を教授する枝吉神陽に傾倒する。弘道館では、内生（初等中等）課程は成績優秀で学費の一部を官給されたが、父が職務怠慢の咎により郡目付役を解職・永蟄居の処分となったため生活は困窮し、外生課程に進学出来ず枝吉神陽の私塾に学ぶ。この頃、江藤は窮乏生活を強がって、「人智は空腹よりいずる」を口癖にしたという。嘉永3年（1850年）に神陽が楠木正成戦没日をトして、梅林庵で「義祭同盟」を結成すると副島種臣、中野方蔵、大木喬任と共に最初に結成に参加した。
嘉永6年（1853年）6月のアメリカのペリー艦隊の来航やロシアのプチャーチン艦隊などが来航して通商を求めるなどの時勢の影響を受け、安政3年（1856年）9月、22歳の時に開国の必要性を説いた形勢、招才、通商、拓北の4章から成る長文の意見書『図海策』を執筆。この『図海策』において江藤は開国や蝦夷地開拓等を提案、特に佐賀藩出身で幕府の儒者となった古賀侗庵、古賀謹一郎父子がロシア研究の第一人者である事に影響を受けた蝦夷地開拓論は、藩主の鍋島直正から高い評価を受け、藩士・島義勇の蝦夷現地調査に繋がった。
安政4年（1857年）に従姉の江口千代子と結婚。同年に佐賀藩御火術方目付に抜擢されて、翌万延元年（1860年）には上佐賀代官所手許に転じ、文久2年（1862年）には代品方（貿品方）に移り藩の貿易事務に従事した。

### 志士活動

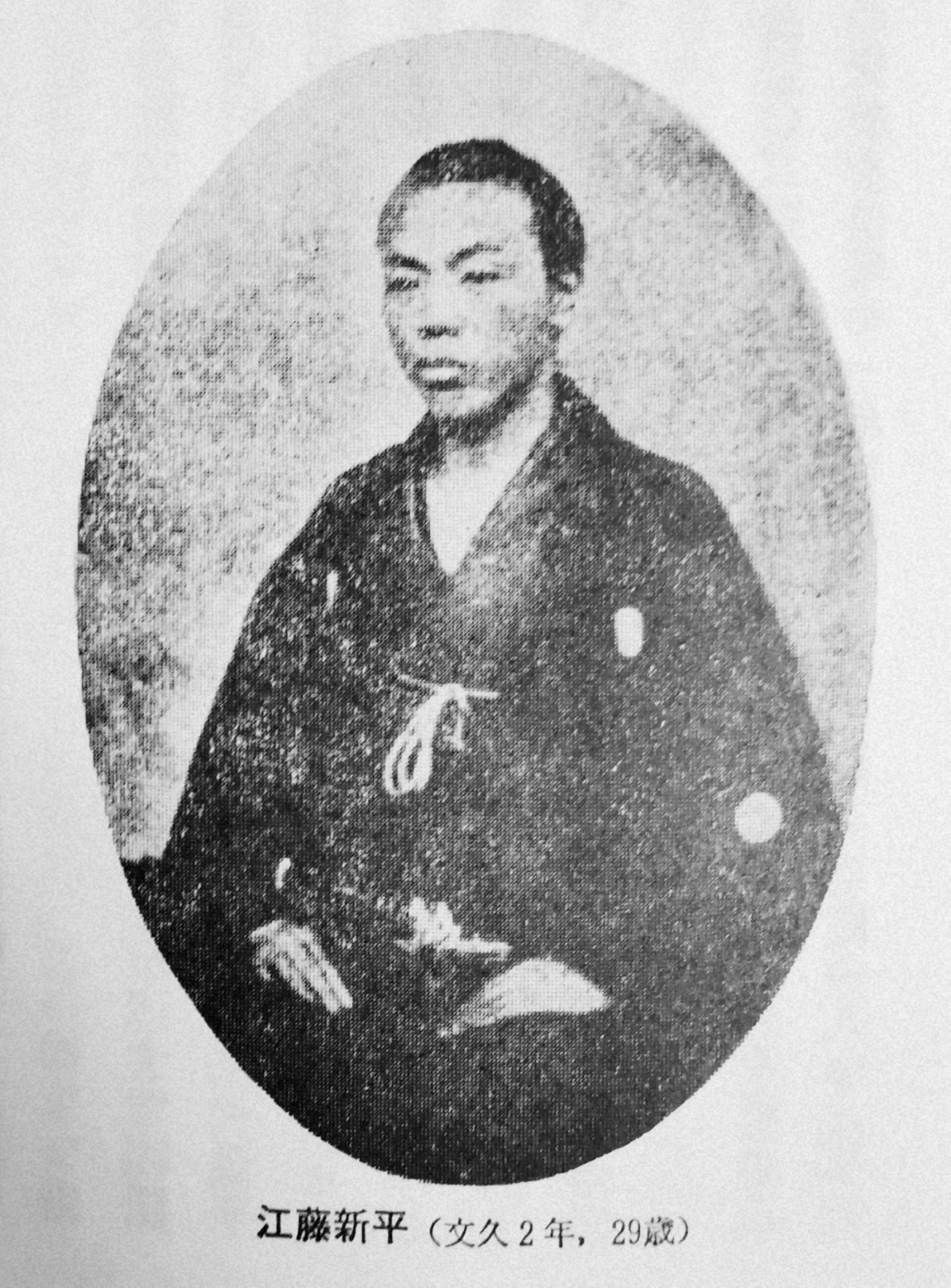
29歳時の江藤新平

安政5年（1858年）に京都に遊学していた同藩の副島種臣が公家・大原重徳に王政復古を建言し、万延元年（1860年）に大橋訥庵の塾と江戸の昌平黌で学ぶ中野方蔵が江藤と大木に手紙で大政奉還を唱えるなど、幕末の尊王攘夷運動が活発となり文久2年（1862年）1月に坂下門事件で中野が獄中死すると、同年6月27日に同志の大木喬任が脱藩の旅費を工面し、京都へ脱藩。長州藩邸で桂小五郎（後の木戸孝允）を訪ね、姉小路公知らの知遇を得た。
9月に三カ月余りの脱藩期間を経て佐賀藩に帰藩した江藤に対し、通常脱藩は死罪であったが、江藤の見識を高く評価した鍋島直正の直截裁断により永蟄居（無期謹慎）に罪を減刑した。直正の執成しにより一命を救われたが、永蟄居に処せられ禄を失ったため、小城郡大野原山中の廃寺で寺子屋を始め、2年後に佐賀城南丸目村に移住した。この間、藩庁の目をかいくぐり政治活動を行う。慶応元年の長州征伐（幕長戦争）での出兵問題では直正や年寄役・原田小四郎へ献言書を提出。15代将軍・徳川慶喜が大政奉還を行い江戸幕府が瓦解すると、江藤は永蟄居を解除され郡目付として復帰する。
慶応3年（1867年）12月9日（1868年1月3日）に王政復古の大号令が行われ、明治新政府が誕生すると佐賀藩も呼応して副島種臣と共に上京する。明治維新に遅れて参加した佐賀藩であったが、江藤は薩摩藩や長州藩主体の討幕派諸藩士の中で頭角を現し、鳥羽・伏見の戦いが始まると土佐藩士・小笠原唯八と共に東征大総督府軍監に任命され、江戸へ偵察に向かう。薩摩藩士・西郷隆盛と幕臣・勝海舟の会談で江戸開城が決定するや、東海道先鋒総督・橋本実梁に随行して西郷や海江田信義と共に江戸城内に入り、徳川側の重要簿や国別明細図等を入手した。慶応4年（1868年）4月下旬に京都へ向かい、同志の大木喬任と連名で東征大総督府副総裁・岩倉具視に、江戸を東京と改称すべきこと（東京奠都）や京都と東京を鉄道で結ぶ事等を献言している。

### 明治維新・近代国家形成へ
慶応4年（1868年）5月に関東監察使・三条実美の下で徴士に任命され、旧幕臣らを中心とする彰義隊掃討では、軍務官判事・大村益次郎と共に軍監として上野戦争にて指揮を執り、佐賀藩のアームストロング砲で半日で瓦解に追い込む等の功を立てる。次いで江戸鎮台判事に任ぜられ、民政兼会計営繕を担当。7月17日に鎮将府が発足すると、江藤は旧勘定奉行に相当する鎮将府会計局判事に任じられ、民政・財政・税務を担当。10月13日に懸案の明治天皇の東京行幸が実現すると、太政官発足に伴い江藤は会計官（後の大蔵省）東京出張所判事に転じた。明治元年に佐賀藩の藩政改革の為に副島種臣と共に帰郷し、副島と共に佐賀藩・参政として執政・鍋島河内と共に藩治規約を制定。6月には佐賀藩の権大参事に任ぜられ、藩政の頂点として藩政改革を指揮し、近代的な民政制度を次々に導入した。特徴的なものに、寄合制度（議会制度）の導入等が挙げられる。
明治2年（1869年）には、維新の功により佐賀藩士として四番目に高い賞典禄を100石賜る。同年10月18日に、参与・横井小楠、兵部大輔・大村益次郎の暗殺により人材が乏しくなった政府は、江藤の上京を召命。11月8日に土佐藩士・土方久元、阿波藩士・中島錫胤と共に太政官中弁に任ぜられる。12月20日の夜に、葵町の佐賀藩邸に向かう駕籠の外から佐賀藩の6名に襲われ、右肩を刺され重傷を負う。応急処置を受け、明治天皇より菓子と養生料150両が下賜される。この一件で鍋島直正は6名全員を死罪とした。
明治3年（1870年）2月30日に制度取調専務として国家機構の整備に従事し、大久保利通と木戸孝允の対立による民部省と大蔵省の対立（民蔵分離）問題には加わらずに、大納言・岩倉具視の下で国政の基本方針答申書（『政治制度上申案箇条』）を起草し、大久保利通と共に右大臣・三条実美に提出。この答申書で江藤は、フランス・プロシア・ロシアをモデルとした三権分立と議会制、君主国家と中央集権体制の促進、四民平等を提示し、憲法の制定作業に着手した。

### 司法制度の整備

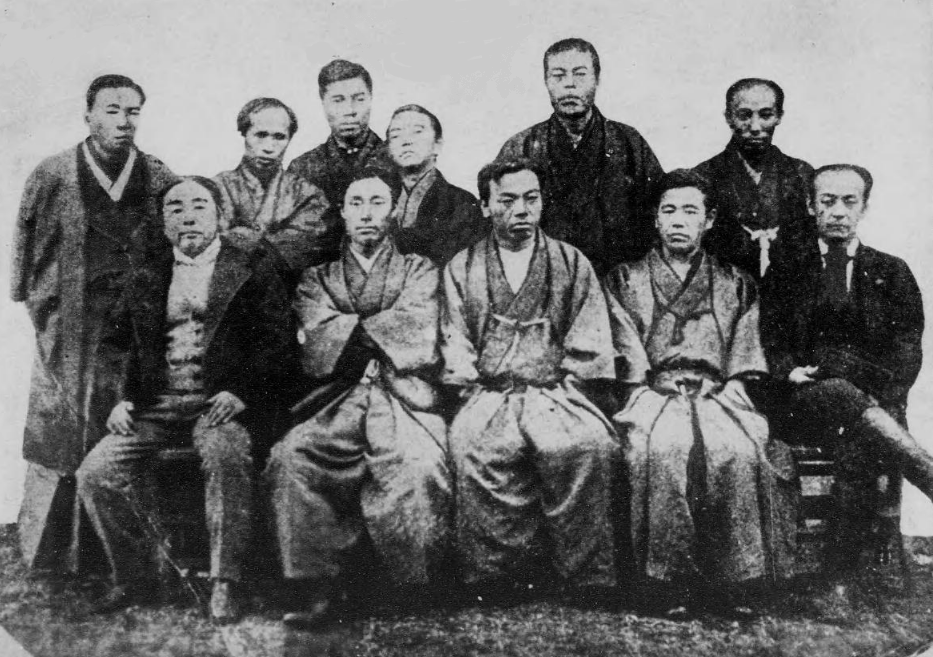
江藤新平司法卿（前列中央）と司法省幹部（前列左より、玉乃世履権大判事、福岡孝弟大輔、江藤、楠田英世明法権頭、渡辺驥少丞。後列左より、丹羽賢少丞、島本仲道警保頭 、松岡康毅七等出仕、松本暢権大判事（元壬生藩御典医・石崎誠庵）、尾崎忠治中判事、阪本政均警保助）。1872年。

江藤の意見書を基に、9月10日に政府が「藩制」を布告。次いで「政体書」の「職員令」の改革を通じて、司法権の自立を説き司法台と裁判所の新設を提言し、刑部省と弾正台の合併を訴えた。神田孝平訳『和蘭政典』を参考にして江藤が構想した国法会議が明治3年（1871年）11月27日に召集され、明治天皇、右大臣・三条実美、大納言・嵯峨実愛、参議・木戸孝允、同・大久保利通、制度取締御用掛・江藤、同・後藤象二郎、大学大丞・加藤弘之、大史・楠田英世、権大史・長炗が出席。日本最初の私擬憲法となる『国法会議案、附国法私議』を起草した。
傍ら、制度局が太政官制改革で左院に移されるまで民法会議を主催し、箕作麟祥らとともに民法典編纂に取り組む。参議・副島種臣が箕作に翻訳させた『ナポレオン法典』の刑法を見た江藤は、「フランス民法と書いてあるのを日本民法と書き直せばよい」、「誤訳も妨げず、ただ速訳せよ」というほどフランス民法典に期待を寄せ、普仏戦争でフランスが大敗し、フランスへの評価が日本で低くなるのを戒め、以下のような漢詩を残している。
もっとも、実際にどの程度徹底したかは問題であり、
1. 「誤訳もまた妨げず、ただ速訳せよ」発言は、初出が伝記作者的野半介による情報源不明の伝聞に依るもので、信憑性は不明[17]
2. あくまで「我国に行ひ難き条項を除き」箕作に翻訳させた仏民法典を日本民法にしようというものであった[18]
3. 最初の草案においてもフランス国外在住の兵士についての規定は採用されず、華族についての規定も若干あり、この時点でも文字通りの直訳ではない[19]
4. 司法卿時代の江藤は、制度局時代に比べ仏法の導入に若干慎重な態度を見せていた[20]
5. 単独相続制が日本の現状に適すると考えており、フランス相続法には反対であった[21]
6. 井上毅らをヨーロッパに派遣するにあたって西欧の法制に対する選択的接近を訓示しており、この時点で明らかに仏法直輸入主義を採っていなかった[22]
7. そもそもフランス民法典にも非近代的・不合理な規定はあり、そのまま日本に施行しなかったのは当然だった[23]ことが指摘されている（民法典論争#旧民法以前の編纂事業参照）。

明治4年（1871年）7月29日に立法審議機関・左院が設置され制度局が同院に移管されると、左院一等議員、次いで副議長となる。江藤は左院議長に民法会議や国法会議で同席した工部大輔・後藤象二郎を推薦して就任させた。司法省明法寮にて明法権頭・楠田英世がまとめた『皇国民法仮規則』やジョルジュ・ブスケ、アルベール・シャルル・デュ・ブスケを顧問格にして、明治6年（1873年）3月10日には『民法仮法則』全九巻を纏めた。

### 官吏として
廃藩置県が行われ、文部省が設置されると文部大輔（文部卿欠員の為、最高責任者）として大学校・大学南校・大学東校の分裂問題を担当。文部省務の大綱を定め、後任者で江藤の盟友である文部卿・大木喬任の下で「学制」として体系化された。江藤は左院の長として国家形成に携わる一方、教部省御用掛を命ぜられ、宗教の自由化や四民平等、警察制度整備など近代化政策を推進。
明治5年（1872年）4月25日、江藤は左院から初代・司法卿に任ぜられる。江藤の就任には、大蔵大輔・井上馨の強力な推薦と、部下である権中判事・島本仲道や同・河野敏鎌の推薦があり、調整型の大輔・佐々木高行に代わり、『見治条例』や『司法職務定制』、司法省による全国の裁判事務の統一、司法省裁判所（一等裁判所）を設置するなど次々に改革を進めた。8月5日には、神奈川・埼玉・入間の3県で裁判所を開設させたのを皮切りに、全国に裁判所を増設。「牛馬ニ物ノ返弁ヲ求ムルノ理ナシ」として牛馬解放令とも呼ばれた司法省達第二十二号（娼妓解放令）、民衆に行政訴訟を認めた司法省達第四十六号などが知られる。次いで、フランス司法制度調査の傍ら、ボアソナードを政府の法律顧問に雇い入れた。この司法省の下級官僚からは、明治を代表する法制家であり大日本帝国憲法の素地を作った井上毅、福岡孝弟、岸良兼養、楠田英世、鷲津宣光、鶴田皓、川路利良、沼間守一、名村泰蔵、益田克徳などが育った。
同年9月12日､江藤は司法卿として鉄道開業式典に参列し､明治天皇や明治政府の要人等と共に新橋-横浜間を走行したお召し列車に乗車している｡
外務卿・副島種臣からパリで豪遊していた山城屋和助の報告を受け、江藤は大検事・島本仲道に山城屋の捜査を命じる（山城屋事件）。窮地に陥った山城屋が陸軍省応接室で割腹自殺し、陸軍大輔・山縣有朋は辛うじて政治生命を繋ぐことが出来たが、次いで大蔵省の事務を取り仕切っていた大蔵大輔・井上馨と小輔・渋沢栄一の専横を追求した事で長州閥から逆恨みを買うきっかけとなる。
明治6年（1873年）1月24日に、司法省予算削減に抗議して部下の福岡孝弟、楠田英世等と共に司法卿の辞表を提出。4月19日に政府から請われ参議に就任。5月3日に予算編成権が大蔵省から正院に引き上げられて大蔵大輔・井上馨が辞表を提出して野に下り、尾去沢銅山事件や小野組転籍事件、三谷三九郎事件を江藤は厳しく追及。木戸孝允が盟友・井上馨の救済に乗り出す始末となり、江藤はついに長州藩閥の恨みを買う事となる。

### 下野から佐賀の乱（佐賀戦争）まで
明治6年（1873年）10月14日に行われた閣議で、朝鮮出兵を巡る征韓論問題が議題に上り、江藤は西郷隆盛の意見を支持。この政局の動乱に乗じて長州閥の権威復権に動く工部大輔・伊藤博文の大久保利通や開拓次官・黒田清隆への働きかけにより、22日に岩倉具視邸を訪問した江藤・西郷隆盛・板垣退助・副島種臣の四参議の閣議決定上奏が岩倉によって握りつぶされると、10月24日に四参議は下野した。（明治六年政変）
下野後、江藤は政府から東京に留まることを求められ、江藤は板垣・副島・後藤らと善後策を相談。銀座三丁目に「幸福安全社」を設けて日本最初の近代政党である「愛国公党」を副島種臣邸で結成。1月12日に「民撰議院設立建白書」に署名し『日新真事誌』に公表。明治6年（1873年）12月には、佐賀征韓党の中島鼎蔵と山田平蔵が上京し、江藤と副島に帰県して指導に当たって欲しいと促すと、副島が板垣の自重により残留を決意し、江藤は後藤や大隈の慰留に従わず、明治7年（1874年）1月13日に横浜から汽車に乗り伊万里、嬉野温泉を経て佐賀に入るも、不平士族に手が付けられないと思い、長崎郊外の深堀で義弟・江口村吉と合流し静養した。
江藤離京の後に喰違の変が起こり、1月28日に内務卿・大久保利通は佐賀県権令・岩村通俊を更迭し、岩村高俊を後任に据え佐賀県下の士族反乱対策を準備し、次いで熊本鎮台に出兵を命じた。2月4日にかねてから憂国党から使者を送られ、佐賀鎮撫の為に帰県してきた島義勇と長崎で面会。主義主張の異なる島とは相容れない仲であったが、父祖の地を守るためには官兵を打ち払わなければならないと決意し、島と共に立つ決意を固めた。2月12日に、江藤はついに佐賀へ入り、2月14日に佐賀に入った島義勇と共に、佐賀征韓党及び憂国党の首領として擁立された。
2月16日夜、憂国党が武装蜂起し士族反乱である佐賀の乱（佐賀戦争）が勃発する。佐賀軍は県庁として使用されていた佐賀城に駐留する岩村高俊の率いる熊本鎮台部隊半大隊を攻撃、その約半数に損害を与えて遁走させた。
大久保利通の直卒する東京、大阪の鎮台部隊が陸続と九州に到着すると、佐賀軍は福岡との県境へ前進して、これら新手の政府軍部隊を迎え撃った。政府軍は、朝日山方面へ野津鎮雄少将の部隊を、三瀬峠付近へは山田顕義少将の部隊を前進させた。朝日山方面は激戦の末政府軍に突破されるが、三瀬峠方面では終始佐賀軍が優勢に戦いを進めた。また朝日山を突破した政府軍も佐賀県東部の中原付近で再び佐賀軍の激しい抵抗にあい、壊滅寸前まで追い込まれている。しかし、政府軍は司令官の野津鎮雄自らが先頭に立って士卒を大いに励まし戦い辛うじて勝利する。この後も田手、境原で激戦が展開されるが政府軍の強力な火力の前に佐賀軍は敗走する。
江藤は征韓党を解散して逃亡し、3月1日に鹿児島鰻温泉の福村市左衛門方に湯治中の西郷隆盛に会い、薩摩士族の旗揚げを請うが断られた。続いて飫肥の小倉処平の救けで高知へ行き、3月25日、高知の林有造・片岡健吉のもとを訪ね武装蜂起を説くがいずれも容れられなかった。このため、岩倉具視への直接意見陳述を企図して上京を試みる。しかしその途上、現在の高知県安芸郡東洋町甲浦付近で捕縛され佐賀へ送還される。手配写真が出回っていたために速やかに捕らえられたものだが、この写真手配制度は江藤自身が明治5年（1872年）に確立したもので、皮肉にも制定者の江藤本人が被適用者第1号となった。

### 裁判とその最期

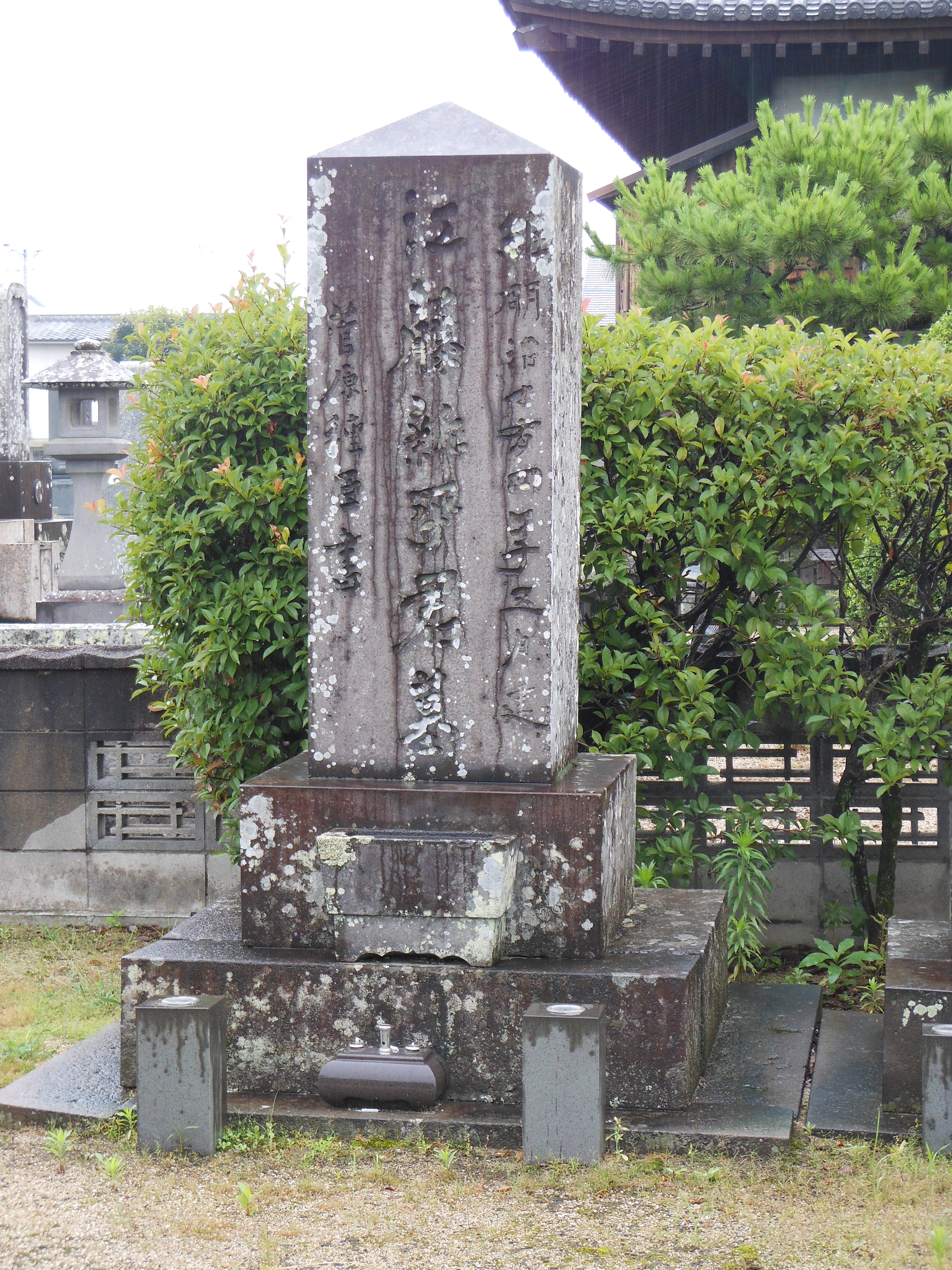
江藤新平の墓所、佐賀市の本行寺

4月7日、江藤は東京での裁判を望んだが、佐賀に護送され、急設された佐賀裁判所で司法省時代の部下であった権大判事・河野敏鎌によって裁かれた。河野は江藤を取り調べ、弁論や釈明の機会も十分に与えないまま死刑を宣告した。訊問に際し敏鎌は江藤を恫喝したが、江藤から逆に「敏鎌、それが恩人に対する言葉か！」と一喝され恐れおののき、それ以後自らは審理に加わらなかった。
既に、内務卿・大久保利通の判断で結審前に判決案は固まっており、府県裁判所である佐賀裁判所は単独で死刑判決が出来ないにもかかわらず、4月13日に河野により除族の上、梟首の刑を申し渡され、その日の夕方に嘉瀬刑場において島義勇、山中一郎ら十一名と共に斬首に処された。首は千人塚で梟首された。この一件は、大久保利通の「私刑」として捉えられている。
刑に挑んで江藤は、「唯皇天后土のわが心知るあるのみ」と三度高唱し、従容として死についたという。判決を受けたとき「裁判長、私は」と言って反論しようとして立ち上がろうとしたが、それを止めようとした刑吏に縄を引かれ転んだため、この姿に対して「気が動転し腰を抜かした」と悪意ある解釈を受けた。この裁判について、巷では大久保が金千円で河野を買収して江藤を葬ったという風評が立ったが、河野自身は晩年になって立憲改進党掌事の牟田口元学に自身の行動に関する弁明をしている。
福澤諭吉は、『丁丑公論』にて政府を下記のように批判した。
黒田清綱は、この一件について次のように語っている。
辞世の句は、
明治22年（1889年）、大日本帝国憲法発布に伴う大赦令公布により賊名を解かれる。大正5年（1916年）4月11日、贈正四位。
墓所は佐賀県佐賀市の本行寺。墓碑銘「江藤新平君墓」は書家としても知られる同門の副島種臣が明治10年（1877年）に手がけた。同市の神野公園に銅像もある。

## 栄典・授章・授賞
位階
- 大正5年（1916年） - 贈・正四位

## 逸話
- 江藤は藩校の弘道館に入学した頃、髪の毛はぼさぼさでぼろぼろの服を着ていた。女中がひやかそうとすると高い声で書物を読み上げ、驚かせたという。

- 明治政府に仕えていた頃、40人ほどの書生の面倒を見ていたといわれ、そのため、死後に借金が残った。

- 江藤が出した意見書は非常に画期的で民主的である。その代表として「国の富強の元は国民の安堵にあり」という意見書の一文がある。他方、外交については積極的な対外進出を主張しており、明治4年（1871年）3月に岩倉具視に提出した意見書には清をロシアとともに攻めて占領し、機会を見つけてロシアを駆逐し、都をそこに移すといった内容のことが書かれている。

- 自分が低い身分から起ったので、司法卿に栄進しても少しも尊大ぶらず、面会を求むる書生は誰でも引見し、その才幹を認むれば直ぐにも登用した。それ故、郷国の官途につこうとする者は、先ず江藤を訪い、志望を述べ採用を頼むので、その私邸にも役所にも常に一二人の訪問者が絶えなかったと言われる。新平はこれ等の人を引見しては、先ず先に『貴公は本を読むか』と尋ねる。読みますと答えると、『どういう種類を読むか』と反問して、その答えに依りてその人物を察し、登用の程度を決めたそうである。まだ第二の試験方法としては、政治法律上の問題をあたえて、これについて意見を書いて来いと言い、論文を徴するか、または直に論題を提出して、その議論を聴取するのが例であった。この試験に及第しさえすれば、即日にも採用するが、もしこれに落第した者は如何なる情実があろうが、決して用いる事はなかった。ゆえに江藤の登用した人物には、一人として無能おらず、適材を置くの主義で、皆一廉の働きを現した[31]。

- 江藤は読書を生命としていた。いかなる任務中にあっても、卓上常に五六冊の書籍が無かったことはない。用務が小閑なれば、その間を盗んでは書見していた。これはいつものことで、属僚がたまたまその室に入る時は、必ず書見に耽っておる時で、江藤は本を卓上に伏せ、何の用かと顧み問うが常であった。その勉強には感服せぬ者が無かったという[31]。

- 真崎秀郡 「少年の折、片田舎にて江藤に行き遇う。江藤曰く『真崎サン、近頃ハ本読ドルカ』と。真崎答えて曰く『イヤ学者ニナルト皆馬鹿ニナル様デスカラ本ハ悉皆クレテ仕舞ッテ読マンコトニシマシタ』と。江藤曰く『ソレハイカヌ。三国志デモ漢楚軍談デモヨイカラ本ハ御読ミナサイ』といって別れたり。後年江藤益々の出世、参議の折上京、久し振りにて江藤を訪う。この頃の江藤は飛ぶ鳥も落とすという勢いにて、多忙を極めおる時節ゆえ、多分不在ならんと考えながら訪問せしに、在宅なりとの事ゆえ、心易きままに直に上座何れに在りやを問えば、奥の書斎に在りという。到れば江藤は専心読書し、人の来るも知らざる様子なりき。この時、片田舎における忠告の親切を痛感す」[32]

- 時のフランス公使が本所の近くで猟をしていた時に、誤って畑に出ていた農夫に弾丸が当り、即死した。直ぐ羅卒が公使とは知らずに屯所に引致したが、取調べ中その公使は逆に引致した無礼を怒り、外務卿を呼べ、このような公使を引致するような野蛮国には居られぬから帰国すると騒ぎ立てた。この問題について会議が行われたとき、西郷隆盛がこうなっては仕方が無いから、その引致した羅卒に切腹せしめて謝罪しようといいだすと、江藤司法卿は、『それはもってのほかである。羅卒の行為は職務を執行したので、更に落度は無い。いかに謝罪のためとはいえ、罪無き羅卒に死を命ずるは法の表に背く。これは本官の職掌であるから、万事一任されたい。自ら公使を訪うて談判をいたそう』と引き受け、すぐ横浜に出張して公使に面会し、『公使と知らずして無礼を働いた羅卒は貴官が気の済むように処分するが、貴官もまた過失殺傷の罪に問うて宜しいか。それとも互いに譲歩して、我も貴官を法に問わぬ代わりに帰国を思い止らるるか』と義理明白に説いたので、公使も意を和らげ、却って過失を謝して事は無事に済んだ[31]。

- 安居積蔵 「其宣告文を読み上る間は、君も相当の敬意を法廷に表し、首を少しく俯して居たが、『梟首申付る』と読み終るや、君は猛然として面を抬げ、唯『私は』と大喝するや否や、無情の廷丁は屹立せる君の体躯を無二無三に手取り足取り、廷外に担ぎ出した。其時、君の顔色の凄じかりしことや、その肺腑を絞り出した『私は』の一声は雷の如く、其顔色と其声は、今も尚、ありありと耳目に残って居る程である。夫れから彼の飛上ったとか、腰が立たぬとか言う諸説は、君の此行為を、遠距離から窺うて、面を抬げた姿勢を飛上ったと思い、又廷丁の君を擁して引出したる体をみて、斯く想像した者があったのであろうと推定する。此事実は、特に君の為めに、其の死後に於ける名誉上の汚点を雪ぎ置くのである」[33]

- 1873年（明治6年）2月8日、東京・押上の土手において放屁した女を邏卒が連行し、罰金75銭を支払わせた。これに憤慨した女は罰金額が法外であるとして警視庁に抗議。1872年（明治5年）の東京違式詿違条例では立小便や落書きといった現在の軽犯罪にあたる行為などを規制していたが、放屁に関する規定はなく罰金刑は不当なものであった。このことは当時の新聞で議論を呼び、放屁の規制も条例に加えるべきとする意見と生理現象であり規制すべきでないとする意見とに分かれた。のちに司法卿の江藤は通達を出し、放屁は規制の対象外として罰金も返還された。また、当時開業したばかりの鉄道では客車内での放屁に罰金を科す旨の掲示があった。

- 曾孫の江藤兵部は小学生時代、第二次世界大戦後に至っても「逆賊の子孫」といわれ、肩身の狭い思いをしたという[34]。

## 評価
- 鍋島閑叟
  - 「江藤は働き者にて、副島（種臣）は学者なり」
  - 「彼は異日有用の器たり。之を斬に処せしむべからず」

- 大久保利通 「江藤が自ら作る所の新律に罪按せられたるは、そのすこぶる秦の商鞅と相似たり。予は江藤の刑名家たるを知る。その弁論の精悍なる、立法の技量に富める、真に商鞅の流亜なり。否あるいは之に駕するものあらん。然れどもまた及ばざる所あり。およそ人自ら固く信ずる所ありて、事を成すも失敗すること少なからず。いわんや自ら信ぜず、徒に人をして信ぜしめんとするにおいて、失敗なきを得んや。江藤の兵を挙げたるは、天下に一信無くして失敗せしなり。彼が兵に将たる能わざるは、自ら能く之を知る。しかして彼が江藤さえ兵を挙げたりとて、天下の人をして之に応ぜしめんと図りしは、拙策なりと為さざる可からず」[31]

- 勝海舟 「あれは驚いた才物だよ。ピリピリしておって、実に危ないよ。だもんだから、大久保の留守中に、何でもかでも、片っぱしから、自分でさばいて仕舞ったよ。それであとでも大久保と中がわれたよ。そうしてとうとうあんな最期を遂げてしまったがねー。実に気の毒な事をしたよ」[35]

- 板垣退助 「かくの如き憎悪せられたる点は、その短所にあらずして、実にその長所に在り。すなわち邪にあらずして正なる点に在り。言を換ゆれば、江藤君は余りに正義なりし為に、遂にその奇禍を買うに至りし也」[36]

- 副島種臣 「江藤新平という男は、ちょっと見ると鈍いような人であった。そこで初めは人に重く見られなかった。その頭角を現したるは維新後である。自分は中野芳蔵から、初めて江藤の人物を紹介され、その後面会して話してみると、なるほど見る所がすこぶる卓越しておる。それでやはり後輩よりも先輩が余計に喜んで、その意見を徹するようになり、次第に引き立てられたのである。頭を擡げてからというものは、めきめきと栄進して、維新後初次の政府にあれだけの地位を得、先輩をも凌ぐばかりの勢力を占めた。江藤がかつて自分にいうたには、『私は怒ることがあっても直ぐには怒らぬ。いつも三日ばかり考えてから怒った。即座に怒れば必ず好い結果は無い』と話したことがある。それゆえ若い者にはなんだかボンヤリのようにも見られたであろう」[31]

- 大木喬任 「江藤は智勇兼ね備えて、かつ人を驚かすの弁論を有した人物であった。彼にして生存して居ったならば佐賀の勢力は薩長の間に介在して決して人後に落ちぬのであったろうに悲しむべき最期を遂げた」[37]

- 山岡鉄舟 「城地授受の後で、西郷は農事の書籍を蒐集し、海江田は金は何処かと軍資の所在を尋ねたが、江藤は独り政事に関する書籍簿冊を捜索した。而も此の事実が彼等の性格を有りのままに発揮したるを推知するのである」[36]

- 井上毅 「江藤司法卿、果決鋭為、一挙して進の勢あり、其の章程を作れる、日夕督責、十日にして案成り、四十日にして活版に付するに至る」[38]。

- 大隈重信 「之（江藤）を失ったる国家は更に甚大なる損害であり、不幸であった」[39]

- 河野敏鎌 「江藤に対しては、何事を諭しても論破せられざることなし。議論を闘わすに於いては、到底これに勝つこと能はざるなり」[40]

- 松岡康毅 「当時、弁舌家では陸奥宗光などは台閣中のもっともなるものであったが、それでも江藤に比べれば弁論の重みが違う。かつ條理が明らかで、人を屈服する力があった」[31]

- 土方久元
  - 「我、維新前後の人物とは知人多し。しかし就中自分が真に豪傑と思う者は西郷南州と江藤新平と二人しかおらぬ」[32]
  - 「意気豪邁、議論精確、和漢上下古今に出入りす。抱負の大なること測る可からざる者有り」

- 渋沢栄一
  - 「学問があってよく物を知っていても、礼をわきまえなかったばかりに身を滅ぼした最も著しい例は、佐賀の乱で刑死した江藤新平である」
  - 「実に何でもよく物を知ってた方で、これには私も始終驚かされてばかりおったものだ。江藤氏は佐賀の枝吉神陽に経世学を学んだものということである。経世学者であったので、礼のことなぞは一向頓着無く、如何に他人が迷惑しようが一切かまわず、やたらに自分の無理を通そうとした人である。それがためには、好んで理屈をこねくり回したりなどもしたものだ。遂にあんな最後を遂げられたのもこれが原因であろうと思われる」[41]
  - 「江藤氏はいったん自分がいい出したことは、いかなる場合にも押し通そうとし、腕力に訴えてまでも他人と争い、無理にも自分の意見を行おうとされたもので、時期の到来を待つとか、他人の意見を容れようなどということはまったくなかった方である。大西郷や木戸公などがとても仁愛に富んだ方であったが、江藤氏はこれと正反対でむしろ残忍に傾く性格の持ち主だった。江藤氏は人に接すれば、まず何よりも先にその人の邪悪な点を見抜くように努められ、人の長所を見ることなどは後回しにされたようである。いや、極端にいえば人の長所はほとんどかえりみなかったといっともよいくらいであった。あの佐賀の乱なども、はじめから起こすつもりはなかったろうが、目的のためには手段を選ばぬという主義であったため、ついいつの間にか知らず知らず邪道に踏み込んであんなことになったのであろうと思う。江藤氏のごとき傑出した人物に、このような欠点のあったことは、誠に惜しむべきであったと思う」[42]

## 家族
- 江藤熊太郎 - 長男。福澤諭吉の主催する慶應義塾（現在の慶應義塾大学）に入塾後、自由民権運動家として活躍後24歳で死去。当時の佐賀藩や新平についての日記が史料として残る。
- 江藤新作 - 二男。衆議院議員。犬養毅の側近として活躍。新平の遺稿を整理・編纂し『南白遺稿』として刊行した。
- 江藤夏雄 - 孫。新作の二男。満鉄職員、満州国官吏、衆議院議員。
- 江藤冬雄 - 孫。新作の長男。『南白江藤新平実伝』著者。
- 江藤小三郎 - 曾孫。夏雄の三男、昭和44年・建国記念の日に国会議事堂前で自決。
- 江藤兵部 - 曾孫。冬雄の子。航空自衛官。最終位は航空総隊司令官（空将）。
- 金子圭子-玄孫。江藤兵部のニ女、弁護士[43]。
- 江藤真理子-玄孫。江藤兵部の三女、弁護士。
- 江藤源作 - 弟。
- 江藤源九郎 - 甥。弟江藤源作の子。陸軍少将。衆議院議員。
- 鈴木鶴子 - 甥孫。江藤源九郎の子。『江藤新平と明治維新』著者。

## 資料・関連文献
- 『江藤家資料』（佐賀県立図書館所蔵）
- 『南白遺稿』近代デジタルライブラリー
- 「圖海策」『南白遺稿』近代デジタルライブラリー
- 『江藤新平関係書翰』江藤新平著/星原大輔編、佐賀県立佐賀城本丸歴史館、2020年3月、ISBN 4905172160

伝記研究
- 『江藤新平』鹿島桜巷 実業之日本社、1911年9月。
- 『江藤南白』的野半助 南白顕彰会 1914年11月。（原書房 1968年11月）（マツノ書店 2006年1月）
- 『江藤新平』杉谷昭 人物叢書・吉川弘文館、1962年2月。
- 『江藤新平伝』園田日吉 大光堂、1968年6月。
- 『江藤新平－急進的改革者の悲劇』毛利敏彦 中公新書〈人物叢書〉、1987年5月。

- 『江藤新平と明治維新』鈴木鶴子 朝日新聞出版、1989年6月。
- 『南白江藤新平実伝』江藤冬雄著・毛利敏彦監 佐賀新聞社、2000年4月。『幕末維新と佐賀藩: 日本西洋化の原点』毛利敏彦 中公新書、2008年7月。
- 『江藤新平: 1834-1874 (佐賀偉人伝 7)』星原大輔 佐賀県立佐賀城本丸歴史館、2012年10月。
- 『江藤新平 尊王攘夷で目指した近代国家の樹立』大庭裕介 戎光祥選書ソレイユ戎光祥出版、2018年12月。